# 2021 QG98
2021 QG98 est un objet du disque des objets épars encore très mal connu.

## Caractéristiques
Le diamètre de 2021 QG98 est estimé à 265 kilomètres.